# Susanne Schröter

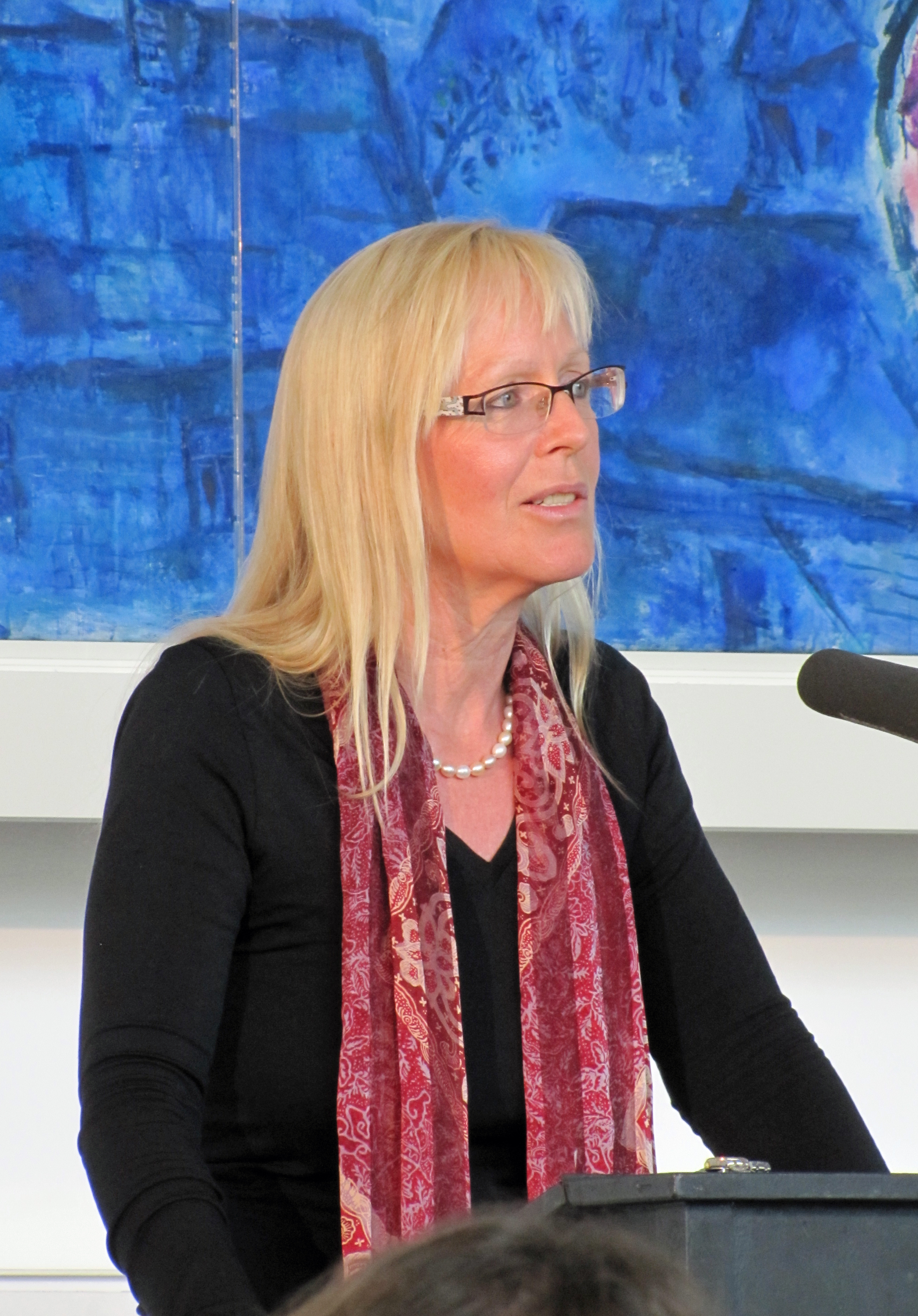
Susanne Schröter (2014)

Susanne Schröter (* 24. September 1957 in Nienburg/Weser) ist eine deutsche Ethnologin und Hochschullehrerin. Sie ist emeritierte Professorin am Institut für Ethnologie, Leiterin des Frankfurter Forschungszentrums Globaler Islam (FFGI) an der Johann Wolfgang Goethe-Universität Frankfurt am Main. Zudem unterstützt sie seit 2023 im Rahmen eines Goethe Research Professorship die Gründung eines Transfer- und Kompetenzzentrums Islam an der Universität.
Von 2009 bis 2017 war sie Direktoriumsmitglied im Cornelia Goethe Centrum für Geschlechterforschung an der Goethe-Universität Frankfurt am Main. Von 2016 bis 2019 war sie ebenso Principal Investigator im Exzellenzcluster „Die Herausbildung normativer Ordnungen“. Schröter ist Vorstandsmitglied des Deutschen Orient-Instituts. Sie ist Mitglied im Senat der Deutschen Nationalstiftung.

## Leben
Schröter studierte von 1977 bis 1986 Anthropologie, Soziologie, Kultur- und Politikwissenschaften sowie Pädagogik an der Johannes Gutenberg-Universität Mainz. 1994 wurde sie im Fach Ethnologie bei Karl-Heinz Kohl mit einer Arbeit über Männliche Selbsterhaltungsstrategien angesichts der Vorstellung omnipotenter Weiblichkeit – Materialien zur Konstruktion von „Männlichkeit“ und „Weiblichkeit“ in Melanesien promoviert. Von 1995 bis 1997 war sie als Wissenschaftliche Mitarbeiterin am Institut für Ethnologie und Afrikastudien in Mainz tätig und von 1997 bis 1999 am Frobenius-Institut in Frankfurt. Schröter habilitierte sich 1999 mit einer Schrift zum Thema Kéo rado – Die Austreibung des Bösen. Ein Beitrag zur Religion und Sozialstruktur der Ngada in Ostindonesien an der Johann Wolfgang Goethe-Universität Frankfurt am Main.
In den Jahren von 1999 bis 2004 vertrat sie den Lehrstuhl für Ethnologie am Institut für Ethnologie und Afrika-Studien, sowohl in Mainz als auch in Frankfurt. In diese Zeit fiel auch eine Gastprofessur am Department of Anthropology der Yale University, New Haven. 2004 wurde sie zur Universitätsprofessorin auf den Lehrstuhl für Südostasienkunde I – Insulares Südostasien der Universität Passau berufen. Seit 2008 bis zu ihrer Emeritierung war Schröter Professorin für „Ethnologie kolonialer und postkolonialer Ordnungen“ im Exzellenzcluster „Herausbildung normativer Ordnungen“ an der Goethe-Universität Frankfurt.
Susanne Schröter hat drei Kinder, die sie ebenso wie ihr Mann auch auf Forschungsaufenthalten begleiteten.

## Positionen
Im Januar 2016 wurde sie im Feuilleton der FAZ zu den Ereignissen in der Kölner Silvesternacht 2015 und zum Begriff des sogenannten Taharrusch dschama'i interviewt. Sie konstatierte, im Diskurs zum Umgang mit Muslimen aus patriarchalen Gesellschaften und der Geschlechterforschung seien die Bezüge „zur gesellschaftlichen Wirklichkeit verlorengegangen.“ Zur Konfliktlösung sieht sie die Notwendigkeit, umgehend Konzepte zur Aufklärung zu entwickeln und umzusetzen. Den Flüchtlingen müssten die hiesigen Regeln im Umgang der Geschlechter genau und im Rahmen von Rollenspielen erklärt werden. Die Männer sollten die Chance haben, „die Spielregeln unserer Kultur im Geschlechterkontakt zu erlernen und sich adäquat zu verhalten“, aber auch Konsequenzen erleben, wenn sie das nicht tun.
In einem Interview mit der taz gab sie an, explizit nur zum politischen Islam und zu Totalitarismus zu forschen, sodass von ihr eventuell geäußerte Kritik nicht als Kritik am Islam per se verstanden werden dürfe. Das Konzept der Verschleierung im Islam bezeichnete sie dabei als „absolute Dämonisierung des weiblichen Körpers“. Zudem solle der „Islam nicht mit negativen Dingen in Bezug“ gebracht werden, stattdessen würde „auf Islamfeindlichkeit oder die Diskriminierung von Muslimen“ fokussiert.
Laut Schröter haben 150 Jahre Frauenbewegung dazu geführt, dass Männer zwar noch einige Bereiche dominieren, während in  anderen Gleichberechtigung herrsche oder sogar Männer benachteiligt würden, wenn sie etwa bei Einstellungen per se ausgeschlossen seien. Das Schlagwort der alten weißen Männer hält sie daher für eine „rassistische Konstruktion“. Schröter war 2020 eine der Erstunterzeichnerinnen des Appells für freie Debattenräume.
Schröter warnte nach dem Terrorangriff der Hamas auf Israel 2023 sowie dem folgenden Krieg in Israel und Gaza seit 2023 in Bezug auf die deutsche Gesellschaft vor „beunruhigenden Allianzen beim Antisemitismus“, der rechte, linke und muslimische Kräfte verbinde. Auch an Universitäten gebe es „starke anti-israelische Stimmen“.

## Kontroversen
Während Schröter seit einigen Jahren eine starke Präsenz als Interviewpartnerin in deutschen Medien genießt, wenn es um die Themen Migration, Islam und Islamismus geht, schlägt ihr aus den Bereichen Wissenschaft und Medien mitunter heftige Kritik entgegen. Dabei geht es sowohl um die Frage der Wissenschaftlichkeit, als auch den Vorwurf des politischen Aktivismus.

### Artikel im Nahost-FachmagazinZenith
Das Nahost-Fachmagazin Zenith befand, man denke bei Schröters populärwissenschaftlichen Sachbüchern und Veröffentlichungen an „ein islamkundliches Allround-Talent mit einem extrem breiten Fachgebiet“. Bei Betrachtung ihrer akademischen Arbeit könne sie aber „allenfalls [als] Expertin für Südostasien“ gelten. Sebastian Elsässer, Dozent für Islamwissenschaft an der Universität Kiel, bezeichnete Schröters Arbeiten als „solide Populärwissenschaft“, welche allerdings zumindest für seine eigenen Forschungen zum Islamismus irrelevant seien. Johanna Pink, Professorin für Islamwissenschaft an der Universität Freiburg, erklärte, aus einer islamwissenschaftlichen Perspektive seien ihr „Schröters Arbeiten nie als relevant erschienen.“ Reinhard Schulze, emeritierter Professor für Islamwissenschaft der Universität Bern, konstatierte: „Schröters Führungsposition an einem Forschungszentrum ist fachlich nicht begründbar.“ Zudem sei, so Schulze, „das FFGI in die rechte Ecke abgedriftet.“  Roy Karadag, Dozent für Politikwissenschaft an der Universität Bremen, kritisierte, dass Schröters wissenschaftliches Arbeiten mit der Zunahme eines aktivistischen Wirkens und ihrer starken medialen Präsenz innerlich an Wert verlöre. Laut dem Magazin Zenith werfen diverse Islamwissenschaftler hinter vorgehaltener Hand Susanne Schröter und dem FFGI vor, wenn überhaupt, dann nicht ergebnisoffen zu forschen und Populismus im Gewand der Wissenschaft zu betreiben. Hanno Hauenstein, ehemaliger Kulturchef der Berliner Zeitung, wirft dem FFGI vor, "islamophobe" Thesen mit einem "Anstrich von Wissenschaftlichkeit" zu verbreiten, um sie salonfähig zu machen und die Grenzen des Sagbaren so nach rechts zu verschieben. Anders sieht dies der Kieler Islamwissenschaftler Lutz Berger, der Schröter in Schutz nimmt; seiner Meinung nach gebe das FFGI Raum für Diskussionen, „die nicht en vogue“ seien.

### Kritik anPolitischer Islam: Stresstest für Deutschland
Der Politikwissenschaftler Bassam Tibi bezeichnet Politischer Islam: Stresstest für Deutschland  als „fragwürdig“. So sei falsch, dass Schröter die Ursprünge des „Politischen Islam“ bis ins 18. Jahrhundert zurückverfolge. Ihre Fixierung auf das Kopftuch sei „schlicht falsch und ignorant“: „Es geht nicht um das Kopftuch, wie Schröter (2019), die keine Arabisch-Kenntnisse besitzt, in ihrem Buch »Politischer Islam« behauptet.“ Zudem verschlage es ihm die Sprache, dass Susanne Schröter drei Richtungen des Islam der neueren Geschichte vermische.
Der Islamwissenschaftler Alexander Flores, Professor an der HS Bremen, bemängelt, dass die Definition des „Politischen Islam“ zu vage sei. Sie habe zudem den Salafismus als eine Spielart des Islamismus eingeordnet. Das sei jedoch falsch, da es sich um eine theologische Position im Islam handle. Auch die Betonung des Kopftuchs greife zu kurz.

### Europäische Bürgerinitiative Stop Extremism
Susanne Schröter unterstützte die im Juli 2017 vom ehemaligen österreichischen Abgeordneten Efgani Dönmez, Seyran Ates und dem Juristen Sebastian Reimer initiierten European Citizen’s Initiative Stop Extremism (ECI), ein Maßnahmenpaket gegen politischen und religiösen Extremismus in Europa. Ziel ist es, eine EU-Richtlinie zu erreichen, die Schlupflöcher bei der Bekämpfung von Extremismus schließt und europaweit einen effektiven Schutz vor Extremismus etabliert. Zahlreiche prominente Experten und Publizisten, darunter der Autor und Psychologe Ahmad Mansour und der Religionspädagoge Mouhanad Khorchide, unterstützen die Initiative. 2023 kündigte die EU-Kommission eine Überprüfung der Finanzen dieser Bürgerinitiative an, da vermutet wird, dass ausländische Staaten (Vereinigte Arabische Emirate) bei der Finanzierung mitgeholfen hätten. An die Öffentlichkeit gelangte interne Chats der Gruppe enthalten Aufforderungen die Muslimbruderschaft, die Türkei und Katar zu attackieren, Saudi-Arabien jedoch nicht zu erwähnen.

### Teilnahme an Konferenz „Europäische Werte, Rechtsstaat, Sicherheit“ der EU-Ratspräsidentschaft Österreichs 2018
2018 nahm Schröter gemeinsam mit Seyran Ateş an einer nicht öffentlichen Konferenz „Europäische Werte, Rechtsstaat, Sicherheit“ unter Leitung des damaligen österreichischen Innenministers Herbert Kickl (FPÖ) im Rahmen der EU-Ratspräsidentschaft Österreichs teil. Im Voraus hatte Oskar Deutsch, Präsident der Israelitischen Kultusgemeinde, seine Teilnahme abgesagt, da er nicht an einer Konferenz teilnehmen wollte, die Kickl eröffnet. Im Anschluss an der Konferenz, die sich gegen Antisemitismus und den politischen Islam richtete, dankte Herbert Kickl Susanne Schröter in einer Aussendung.

### Konferenzen des FFGI
Am 8. Mai 2019 veranstaltete Schröter an der Universität in Frankfurt am Main eine Konferenz mit dem Thema: „Das islamische Kopftuch, Symbol der Würde oder der Unterdrückung?“ Vor allem von einigen (mehrheitlich anonymen) Studierenden wurde diese Konferenz heftig kritisiert. Sie bemängelten etwa, dass dort Gästen wie Alice Schwarzer und Necla Kelek, die regelmäßig auf Zustimmung im rechten politischen Spektrum stoßen, eine Plattform geboten wurde. Allerdings wurde auch Schröter selbst online massiv angegangen und als Rassistin bezeichnet. Darüber hinaus wurde ihre Entlassung aus dem Universitätsbetrieb gefordert. Die Universitätsleitung der Goethe-Universität sowie der AStA stellten sich aber hinter Schröter und verteidigten die Durchführung der Konferenz.
Auch am 28. April 2023 war Schröter als Direktorin des FFGI Veranstalterin einer Konferenz mit dem Titel Migration steuern, Pluralität gestalten, an der unter anderen der Präsident des Deutschen Lehrerverbandes, Heinz-Peter Meidinger, die Migrationsforscherin Sandra Kostner, der Islamwissenschaftler Ralph Ghadban, der Migrationsforscher Ruud Koopmans und der Tübinger Oberbürgermeister Boris Palmer teilnahmen. Im Vorfeld hatte der hessische Landtagsabgeordnete Sven Pasternack (SPD) die Konferenz ob ihrer „populistischen Themenschwerpunkte“ kritisiert und hielt eine Prüfung, ob das FFGI seinem Forschungsauftrag noch nachkomme, für angebracht. Für ein enormes Medienecho in Bezug auf die Konferenz sorgte dann allerdings zunächst nicht Schröter, sondern Boris Palmer, der in seinem Beitrag mehrmals das Wort „Neger“ benutzte und Kritik an seinen Aussagen mit einem „Judenstern“ verglich. Schröter wurde in diesem Zusammenhang für ihre Auswahl der Konferenzteilnehmer kritisiert und mit dem Vorwurf konfrontiert, durch die Einladung Palmers eine Eskalation der Veranstaltung bewusst in Kauf genommen zu haben, um ein erhöhtes Medieninteresse zu generieren. Außerdem soll sie mit ihrer Konferenz „unter dem Deckmantel wissenschaftlicher Diskurse Rassismus eine Plattform gegeben“ haben. Gegen diese als „Diffamierungen“ gewerteten Vorwürfe und die damit gesehene „Bedrohung der Wissenschaftsfreiheit“ wurde Schröter vom „netzwerk Wissenschaftsfreiheit“, in dem etwa 200 Hochschulprofessoren organisiert sind, in Schutz genommen. Auf der anderen Seite wandten sich mehr als 200 Wissenschaftler in einer Petition gegen Schröter und forderten Konsequenzen gegen sie als Veranstalterin und Einladerin der Konferenz (dem wurde nicht entsprochen).

### Kritik anDer neue Kulturkampf: Wie eine woke Linke Wissenschaft, Kultur und Gesellschaft bedroht
In der Frankfurter Rundschau nannte Lukas Geisler die 2024 veröffentlichte Schrift ein „zumindest in Teilen rechtsextremes Buch“. Schröter bediente Verschwörungserzählungen wie die des Kulturmarxismus, wenn sie annehme, eine kleine Minderheit „woker Linker“ würde Wissenschaft, Medien, Kultur- und Bildungsbereich dominieren. „Bis in die CDU hinein“ hätten sich diese „woken Linken“ durchgesetzt. Der Mehrheit der Wissenschaftler unterstellt sie, eine „Umvolkung“ als Utopie anzustreben – laut Geisler eine völkisch-nationalistische und antisemitische Verschwörungserzählung. In der Frankfurter Allgemeinen Zeitung kritisierte Ronya Othmann das Buch für eine Täter-Opfer-Umkehr im Bezug auf neonazistische Gewalttaten. Die Schuld an rechten Mordanschlägen sehe Schröter nicht bei rassistischen Motiven und der rechtsextremen Ideologie, sondern „weil zu wenig integriert und abgeschoben wurde“. An manchen Stellen spreche Schröter jedoch auch valide Punkte an, etwa bei der zu unkritischen Haltung Linker zum Islamismus. Armin Pfahl-Traughber attestierte dem Buch, „berechtigt viele Entwicklungen“ zu kritisieren, auch wenn gelegentlich überzeichnet werde und manches „nicht nachvollziehbare Verallgemeinerungen“ seien. In ihrer Kommentierung der unkritischen Haltung Linker zu Islamismus und Antisemitismus vernachlässige sie ferner, dass es „gerade starke Einwände von Linken zu so etwas“ gäbe. Der Soziologe Felix Schilk nannte ihr Buch als Teil der „Erzählgemeinschaft der Neuen Rechten“. Die Behauptung eines vermeintlichen Woke-Phänomens, die auch von Schröter vertreten werde, ähnele „den Diskussionen um »Political Correctness« häufig bis in die kleinsten dramaturgischen Details. Invektiven gegen »Kosmopoliten«, »Kulturmarxisten« oder »Globalisten« folgen den bekannten Mustern rechter und antisemitischer Feindmarkierungen.“

## Schriften
- 1990: Frauenmacht oder Sklaverei der Urzeit: wissenschaftliche Annäherung an einen Mythos. VAS – Verlag für Akademische Schriften, Frankfurt am Main.
- 1998 (Hrsg.): Körper und Identität – ethnologische Ansätze zur Konstruktion von Geschlecht. Lit Verlag, Hamburg
- 2000 (Hrsg.): Die Austreibung des Bösen – Ein Beitrag zur Religion und Sozialstruktur der Sara Langa in Ostindonesien. Kohlhammer Verlag, Stuttgart.
- 2002 (Hrsg.): FeMale – Über Grenzverläufe zwischen den Geschlechtern. Fischer, Frankfurt.
- 2004: Rituals of rebellion. A theory reconsidered. In: Jens Kreinath, Constance Hartung, Annette Deschner (Hrsg.): The Dynamics of Changing Rituals: The Transformation of Religious Rituals within Their Social and Cultural Context (= Toronto Studies in Religion. Band 29). Peter Lang, New York, S. 41–58.
- 2004: Female masculinity – ein neues Phänomen des gender bender? In: Elisabeth Rohr, Nina Schuster (Hrsg.): Körper und Identität. Ulrike Helmer, Sulzbach am Taunus, S. 144–160.
- 2005: Geschlechterforschung in der Ethnologie. Zwischen Exotisierung und Homogenisierung. In: Hadumod Bußmann, Renate Hof (Hrsg.): Genus. Geschlechterforschung in den Kulturwissenschaften. Kröner, Stuttgart, S. 80–116.
- 2006: Politisierung von Religion und Sakralisierung von Politik. Lokale und nationale Konflikte zwischen Moslems und Christen in Indonesien. In: Ulrich Oevermann, Manuel Franzmann (Hrsg.): Religiosität in der säkularisierten Welt. Theoretische und empirische Beiträge zur Säkularisierungsdebatte in der Religionssoziologie. Verlag für Sozialwissenschaften, Wiesbaden, S. 357–374.
- 2008: Gender und Diversität. Kulturwissenschaftliche und historische Annäherungen. In: Sünne Andresen (Hrsg.): Gender und Diversity. Albtraum oder Traumpaar? Interdisziplinärer Dialog zur ‚modernisierung' von Geschlechter- und Gleichstellungspolitik. VS Verlag für Sozialwissenschaften, Wiesbaden, S. 79–94.
- 2009: Making an anthropologist in the field – An essay. In: Ivo Strecker, Shauna LaTosky (Hrsg.): Writing in the field. Festschrift for Stephen Tyler. Berghahn, Oxford.
- 2010: Postkoloniale Dimensionen von Islamismus und islamischem Fundamentalismus. Beispiele aus Indonesien. In: Julia Reuter, Paula-Irene Villa (Hrsg.): Postkoloniale Soziologie. Empirische Befunde, theoretische Anschlüsse, wissenschaftliche Reflexionen. transcript, Bielefeld, S. 137–158.
- 2011: Vom Naturrecht der Urgesellschaft zu den kulturellen Rechten indigener Völker. Rechtsethnologische Konstruktionen und Reflexionen. In: Klaus Günther, Stefan Kadelbach (Hrsg.): Recht ohne Staat. Zur Normativität nichtstaatlicher Rechtsetzung. Campus, Frankfurt, S. 201–228.
- 2013: Herausbildungen moderner Geschlechterordnungen in der islamischen Welt. In: Andreas Fahrmeir, Anette Warner (Hrsg.): Die Vielfalt normativer Ordnungen. Konflikte und Dynamik in historischer und ethnologischer Perspektiven. Camnpus, Frankfurt / New York, S. 275–306.
- 2013: Gender and Islam in Southeast Asia. Negotiating women’s rights. Islamic piety and sexual orders. Brill, Leiden.
- 2013: Christianity in Indonesia. Perspectives of power. Lit, Berlin (Reihe: Southeast Asian Modernities).
- 2013: Geschlechtergerechtigkeit durch Demokratisierung? Transformationen und Restaurationen von Genderverhältnissen in der islamischen Welt. transcript, Bielefeld.
- 2016: Gott näher als der eigenen Halsschlagader – Fromme Muslime in Deutschland. Campus, Frankfurt / New York.
- 2017 (Hrsg.): Normenkonflikte in pluralistischen Gesellschaften. Campus, Frankfurt / New York.
- 2019: Politischer Islam. Stresstest für Deutschland. Gütersloher Verlagshaus, ISBN 978-3-579-08299-8.
- 2021: Allahs Karawane. Eine Reise durch das islamische Multiversum. ISBN 978-3-406-77492-8.
- 2022: Global gescheitert? Der Westen zwischen Anmaßung und Selbsthass. Herder-Verlag, Freiburg, ISBN 978-3-451-39367-9.
- 2024: Der neue Kulturkampf: Wie eine woke Linke Wissenschaft, Kultur und Gesellschaft bedroht, Herder-Verlag, Freiburg, ISBN 978-3-451-39710-3.

## Preise
Am 13. Oktober 2020 wurde Susanne Schröter der (nicht dotierte) Immanuel-Kant-Preis der „Initiative Aufbruch 2016“ verliehen.